# حكايات الغروب (مسلسل)
«حكايات الغروب» هو مسلسل سوري أنتج عام 2009 وهو عبارة عن ميوزيكال أي موسيقية وغنائية تحكي قصة حب خاصة جداً تتألف من سبع حلقات.

## البطولة
شارك في بطولة المسلسل عدد من فنانين سوريا منهم:

سامر المصري ، نسرين طافش ، نسرين الحكيم ، مجد رياض ، مجد نعسان آغا ، لبنى مزين

## طاقم العمل
- الموسيقى التصويرية: طاهر ماملي[3]

## وصلات خارجية
- شارة مسلسل حكايات الغروب على يوتيوب